# Arbejdsgivernes Ulykkesforsikring
Arbejdsgivernes Ulykkesforsikring var et gensidigt selskab, der blev stiftet 15. januar 1899 af Arbejdsgiverforeningen af 1896 og Fællesrepræsentationen for dansk Industri og Haandværk og senere udvidet under tilslutning af landbrugets organisationer og af Dansk Skovforening og Den danske Handelsstands Fællesrepræsentation. Firmaet ophørte som selvstændig virksomhed i 1972, da det blev sammensluttet med Mejeriernes og Landbrugets Ulykkesforsikring i et nyt selskab AU/MLU Forsikring, som året efter tog navneforandring til Topsikring, og igen skiftede navn i 1985 til Topdanmark.
Axel Meyer var selskabets første direktør 1899-1914. Fra 1932 var Adolf Nielsen (f. 1888) direktør. Bestyrelsens formand i året 1950: Fabrikant Hans L. Larsen (f. 1883).
1913-14 blev selskabets hovedsæde rejst på Polititorvet 14 i København ved arkitekt Knud Arne Petersen. Bygningen huser i dag Rigspolitiet.